# Perry Park
Perry Park è un centro abitato (census-designated place) degli Stati Uniti d'America, situato nella contea di Douglas dello Stato del Colorado. Nel censimento del 2000 la popolazione era di 1.180 abitanti.

## Geografia fisica
Secondo i rilevamenti dell'United States Census Bureau, Perry Park si estende su una superficie di 24,7 km².